# Zé Sérgio
Zé Sérgio, född 8 mars 1957, är en brasiliansk tidigare fotbollsspelare.
Zé Sérgio spelade 25 landskamper för det brasilianska landslaget. Han deltog bland annat i fotbolls-VM 1978.